# Amos Calderoni
Amos Calderoni (Alfonsine, 16 marzo 1925 – Biserno di Santa Sofia, 12 aprile 1944) è stato un operaio e partigiano italiano, medaglia d'oro al valor militare.

## Biografia
Operaio falegname, entrò nella Resistenza appena diciottenne, subito dopo l'8 settembre 1943, distinguendosi per il coraggio in numerose azioni, fino ad essere nominato comandante della 12ª Compagnia della 1ª Brigata della riorganizzata 8ª Brigata Garibaldi Romagna.
Appena nominato, nell'aprile del 1944 si trovò direttamente coinvolto nella vasta operazione di rastrellamento nella valle del Bidente, nel quadrilatero Premilcuore-Pennabilli-Sansepolcro-Consuma, condotta da oltre 2.000 militi fascisti della G.N.R. ed SS tedesche della Divisione "Hermann Göring" con l'utilizzo di mortai e mezzi blindati.
Scarsamente armati, i partigiani subirono pesantissime perdite: alla 12ª Compagnia venne affidato l'incarico di resistere ad ogni costo presso Biserno (frazione di S. Sofia), per dar tempo al grosso dei partigiani di sganciarsi, superare l'accerchiamento e tentare l'attacco del nemico alle spalle, per poi riprendere i contatti con il comando, situato nelle zone di Strabatenza e Rio Salso, vicino a Bagno di Romagna. Pur inferiori per numero ed armamenti i partigiani garibaldini resistettero ai ripetuti attacchi portati dal nemico, finché Calderoni, "rimasto con tre soli superstiti, ordinò loro di raggiungere il Comando della Brigata aggiungendo: "Difenderò io la vostra ritirata.", venendo infine sopraffatto dal nemico.
Commissario politico della Compagnia era Terzo Lori, che troverà la morte nella medesima drammatica circostanza, ed a cui verrà concessa la Medaglia d'oro al valor militare.